# مشعل الشدوخي
مشعل محمد رشيد الشدوخي هو مواطن سعودي اُعتقل إداريًا  خارج نطاق القانون من قِبل الولايات المتحدة في معسكرات الاعتقال في غوانتانامو في كوبا.
رقم الاعتقال التسلسلي الخاص به هو 71.
وصل مشعل إلى غوانتانامو في 20 يناير 2002.
كان اسمه على قائمة المطلوبين السعوديين لدى أمريكا،
وكان واحدًا من أوائل معتقلي غوانتانامو، تم الإفراج عنه وعاد إلى السعودية مع خمسة أخرين في 15 مايو 2003.
في عام 2004 ذكر وزير الداخلية السعودي نايف بن عبد العزيز أن مشعل معتقل في السعودية ويتم محاكمته،
وذكرت تقارير أنه كان محتجزًا في سجن الحائر، بالقرب من الرياض لمدة عام قبل أن يتم نقله إلى السجون الإقليمية.
في عام 2014 أصدر تنظيم القاعدة في جزيرة العرب سلسلة مقاطع مصورة عن سيرة القائد السابق للتنظيم سعيد الشهري، وظهر في أحد المقاطع صورة مشعل بجانبها عبارة «تقبله الله»، مما يعني أنه مات أو قُتِل، ولكن لم يقدم المقطع تفاصيل عن وفاته.

## وصلات خارجية
- ملفات غوانتانامو: موقع إضافات (1)، أندي ورثينجتون